# Cagliari Calcio
Cagliari Calcio este un club de fotbal din Cagliari, Italia, care evoluează în Serie A.

## Jucători

### Lotul actual
La 24 iulie 2025.
| Nr. |          | Poziție | Jucător                |
| --- | -------- | ------- | ---------------------- |
| 1   | Italia   | P       | Giuseppe Ciocci        |
| 2   | Italia   | F       | Nicola Pintus          |
| 4   | Italia   | F       | Alessandro Di Pardo    |
| 6   | Italia   | F       | Sebastiano Luperto     |
| 8   | Franța   | M       | Michel Adopo           |
| 9   | Italia   | A       | Alessandro Vinciguerra |
| 14  | Italia   | M       | Alessandro Deiola      |
| 15  | Italia   | F       | Davide Veroli          |
| 16  | Italia   | M       | Matteo Prati           |
| 19  | Italia   | M       | Nadir Zortea           |
| 23  | Polonia  | F       | Mateusz Wieteska       |
| 24  | Croația  | M       | Marko Rog              |
| 25  | Italia   | P       | Elia Caprile           |
| 26  | Columbia | F       | Yerry Mina             |

| Nr. |          | Poziție | Jucător                                      |
| --- | -------- | ------- | -------------------------------------------- |
| 28  | Italia   | F       | Gabriele Zappa                               |
| 29  | Italia   | M       | Nicolò Cavuoti                               |
| 30  | Italia   | A       | Leonardo Pavoletti (căpitan)                 |
| 31  | Serbia   | P       | Boris Radunović                              |
| 32  | Italia   | A       | Gennaro Borrelli                             |
| 33  | Slovacia | F       | Adam Obert                                   |
| 70  | Italia   | M       | Gianluca Gaetano                             |
| 77  | Angola   | A       | Zito Luvumbo                                 |
| 90  | Italia   | M       | Michael Folorunsho (împrumutat de la Napoli) |
| 91  | Italia   | A       | Roberto Piccoli                              |
| 97  | Italia   | M       | Mattia Felici                                |
|     | Italia   | F       | Riyad Idrissi                                |
|     | Slovenia | A       | Nik Prelec                                   |

### Numere retrase
11 –  Luigi Riva, atacant, 1963–1978

## Jucători notabili
Include numai jucătorii cu peste 100 de meciuri pentru club, sau care au evoluat într-o ediție de FIFA World Cup
- Robert Acquafresca
- Mauricio Isla
- Nelson Abeijón
- Enrico Albertosi
- Davide Astori
- Nicolò Barella
- Davide Biondini
- Roberto Boninsegna
- Massimiliano Cappioli
- Pierluigi Cera
- Daniele Conti
- Andrea Cossu
- Angelo Domenghini
- Mauro Esposito
- Gianluca Festa
- Daniel Fonseca
- Enzo Francescoli
- Alberto Gallardo
- Diego Godin
- José Herrera
- Gerry Hitchens
- Victor Ibarbo
- Fanis Katergiannakis
- Antonio Langella
- Diego López
- Alberto Marchetti
- Federico Marchetti
- Alessandro Matri
- Gianfranco Matteoli
- Patrick Mboma
- François Modesto
- Francesco Moriero
- Roberto Muzzi
- Radja Nainggolan
- Nahitan Nandez
- Nené
- Comunardo Niccolai
- David Nyathi
- Luís Oliveira
- Fabian O'Neill
- Giuseppe Pancaro
- Marco Pascolo
- Luigi Piras
- Gigi Riva
- Marco Sau
- Franco Selvaggi
- Darío Silva
- David Suazo
- Eric Tinkler
- Julio Dely Valdés
- Julio César Uribe
- Ramon Vega
- Waldemar Victorino
- Pietro Paolo Virdis
- Cristiano Zanetti
- Jonathan Zebina
- Gianfranco Zola

## Istoria prezidențială
Cagliari a avut numeroși președinți în istoria sa. Unii au fost și patroni, alții președinți de onoare. Aceasta este lista acestora:
| Nume                    | Ani       |
| ----------------------- | --------- |
| Gaetano Fichera         | 1920–1921 |
| Antonio Zedda           | 1921      |
| Giorgio Mereu           | 1921–1922 |
| Angelo Prunas           | 1922–1924 |
| Agostino Cugusi         | 1924–1926 |
| Vittorio Tredici        | 1926–1928 |
| Carlo Costa Marras      | 1928–1929 |
| Enzo Comi               | 1929–1930 |
| Giovan Battista Bosazza | 1930–1931 |
| Guido Boero             | 1931–1932 |
| Vitale Cao              | 1932–1933 |
| Enrico Endrich          | 1933      |

| Nume               | Ani       |
| ------------------ | --------- |
| Pietro Faggioli    | 1933–1934 |
| Aldo Vacca         | 1934–1935 |
| Mario Banditelli   | 1935–1940 |
| Giuseppe Depperu   | 1940–1943 |
| Eugenio Camboni    | 1944–1946 |
| Umberto Ceccarelli | 1946–1947 |
| Emilio Zunino      | 1947–1949 |
| Domenico Loi       | 1949–1953 |
| Pietro Leo         | 1953–1954 |
| Efisio Corrias     | 1954–1955 |
| Ennio Dalmasso     | 1955–1957 |
| Giuseppe Meloni    | 1957–1960 |

| Nume            | Ani       |
| --------------- | --------- |
| Enrico Rocca    | 1960–1968 |
| Efisio Corrias  | 1968–1971 |
| Paolo Marras    | 1971–1973 |
| Andria Arrica   | 1973–1976 |
| Mariano Delogu  | 1976–1981 |
| Alvaro Amarugi  | 1981–1984 |
| Fausto Moi      | 1984–1986 |
| Luigi Riva      | 1986–1987 |
| Lucio Cordeddu  | 1987      |
| Antonio Orrù    | 1987–1991 |
| Massimo Cellino | 1991–     |

## Istoricul antrenorilor
Aceasta este lista cu toți antrenorii principali ai echipei Cagliari de la înființarea ei, în 1920.
| Nume                            | Naționalitate                                             | Ani       |
| ------------------------------- | --------------------------------------------------------- | --------- |
| Gaetano Fichera                 | Regatul Italiei (1861-1946)                               | 1920–1921 |
| Giorgio Mereu                   | Regatul Italiei (1861-1946)                               | 1921–1923 |
| Angelo Colombo                  | Regatul Italiei (1861-1946)                               | 1923–1926 |
| Natale Archibusacci             | Regatul Italiei (1861-1946)                               | 1926–1927 |
| Roberto Winkler                 | Ungaria                                                   | 1927–1930 |
| Egri Erbstein                   | Ungaria                                                   | 1930–1932 |
| András Kuttik                   | Ungaria                                                   | 1932–1934 |
| Enrico Crotti                   | Regatul Italiei (1861-1946)                               | 1934–1935 |
| Ferenc Molnár                   | Ungaria                                                   | 1935      |
| Roberto Orani                   | Regatul Italiei (1861-1946)                               | 1935–1936 |
| Renato Bonello                  | Regatul Italiei (1861-1946)                               | 1936–1938 |
| Roberto Winkler                 | Ungaria                                                   | 1938–1939 |
| Mariolino Congiu                | Regatul Italiei (1861-1946)                               | 1939–1941 |
| Mariolino Congiu Enrico Corrias | Regatul Italiei (1861-1946) · Regatul Italiei (1861-1946) | 1941–1942 |
| Mariolino Congiu                | Regatul Italiei (1861-1946)                               | 1942–1946 |
| Raffaele D'Aquino               | Regatul Italiei (1861-1946)                               | 1946–1948 |
| Roberto Winkler                 | Ungaria                                                   | 1948–1949 |
| Armando Latella                 | Italia                                                    | 1949–1950 |
| Mariolino Congiu                | Italia                                                    | 1950      |
| Enrico Carpitelli               | Italia                                                    | 1950–1951 |
| Mariolino Congiu                | Italia                                                    | 1951      |
| Federico Allasio                | Italia                                                    | 1951–1954 |
| Vincenzo Soro                   | Italia                                                    | 1954      |
| Carlo Alberto Quario            | Italia                                                    | 1954–1955 |
| Silvio Piola                    | Italia                                                    | 1955–1956 |
| Carlo Rigotti                   | Italia                                                    | 1956–1957 |
| Silvio Piola                    | Italia                                                    | 1957      |
| Mariolino Congiu                | Italia                                                    | 1957–1958 |
| Piero Andreoli                  | Italia                                                    | 1958      |
| Stefano Perati                  | Italia                                                    | 1958–1960 |
| Carlo Rigotti                   | Italia                                                    | 1960–1961 |
| Arturo Silvestri                | Italia                                                    | 1961–1966 |
| Ettore Puricelli                | Uruguay                                                   | 1967–1968 |
| Manlio Scopigno                 | Italia                                                    | 1968–1972 |
| Edmondo Fabbri                  | Italia                                                    | 1972–1973 |
| Giuseppe Chiappella             | Italia                                                    | 1973–1975 |
| Luigi Radice                    | Italia                                                    | 1975      |
| Luis Suárez                     | Spania                                                    | 1975–1976 |
| Mario Tiddia                    | Italia                                                    | 1976      |

| Nume                     | Naționalitate | Ani       |
| ------------------------ | ------------- | --------- |
| Lauro Toneatto           | Italia        | 1976–1978 |
| Mario Tiddia             | Italia        | 1978–1981 |
| Paolo Carosi             | Italia        | 1981–1982 |
| Gustavo Giagnoni         | Italia        | 1982–1983 |
| Mario Tiddia             | Italia        | 1983–1984 |
| Fernando Veneranda       | Italia        | 1984–1985 |
| Renzo Ulivieri           | Italia        | 1985–1986 |
| Gustavo Giagnoni         | Italia        | 1986–1987 |
| Enzo Robotti             | Italia        | 1987–1988 |
| Mario Tiddia             | Italia        | 1988      |
| Claudio Ranieri          | Italia        | 1988–1991 |
| Massimo Giacomini        | Italia        | 1991      |
| Carlo Mazzone            | Italia        | 1991–1993 |
| Luigi Radice             | Italia        | 1993–1994 |
| Bruno Giorgi             | Italia        | 1994      |
| Oscar Washington Tabarez | Uruguay       | 1994–1995 |
| Giovanni Trapattoni      | Italia        | 1995–1996 |
| Bruno Giorgi             | Italia        | 1996      |
| Gregorio Pérez           | Uruguay       | 1996      |
| Carlo Mazzone            | Italia        | 1996–1997 |
| Giampiero Ventura        | Italia        | 1997–1999 |
| Oscar Washington Tabarez | Italia        | 1999      |
| Renzo Ulivieri           | Italia        | 1999–2000 |
| Gianfranco Bellotto      | Italia        | 2000–2001 |
| Giuseppe Materazzi       | Italia        | 2001      |
| Antonio Sala             | Italia        | 2001–2002 |
| Giulio Nuciari           | Italia        | 2002      |
| Nedo Sonetti             | Italia        | 2002      |
| Giampiero Ventura        | Italia        | 2002–2004 |
| Edoardo Reja             | Italia        | 2004      |
| Daniele Arrigoni         | Italia        | 2004–2005 |
| Attilio Tesser           | Italia        | 2005      |
| Daniele Arrigoni         | Italia        | 2005      |
| Davide Ballardini        | Italia        | 2005–2006 |
| Nedo Sonetti             | Italia        | 2006      |
| Marco Giampaolo          | Italia        | 2006–2007 |
| Nedo Sonetti             | Italia        | 2007      |
| Davide Ballardini        | Italia        | 2007–2008 |
| Massimiliano Allegri     | Italia        | 2008–2010 |
| Pierpaolo Bisoli         | Italia        | 2010      |

| Nume               | Naționalitate | Ani                       |
| ------------------ | ------------- | ------------------------- |
| Roberto Donadoni   | Italia        | 2010-2011                 |
| Massimo Ficcadenti | Italia        | 2011                      |
| Davide Ballardini  | Italia        | 2011-2012                 |
| Massimo Ficcadenti | Italia        | 2012                      |
| Ivo Pulga          | Italia        | 2012-2013                 |
| Luis Diego López   | Uruguay       | 2013-2014                 |
| Ivo Pulga          | Italia        | aprilie 2014-iunie 2014   |
| Zdeněk Zeman       | Cehia         | iunie 2014-decembrie 2014 |
| Gianfranco Zola    | Italia        | 2014-2015                 |
| Zdeněk Zeman       | Cehia         | martie 2015-aprilie 2015  |
| Gianluca Festa     | Italia        | aprilie 2015-iunie 2015   |
| Massimo Rastelli   | Italia        | 2015-2017                 |
| Luis Diego López   | Uruguay       | 2017-2018                 |
| Rolando Maran      | Italia        | 2018-2020                 |
| Walter Zenga       | Italia        | 2020-prezent              |